# 엘리자베스 스프리그스
엘리자베스 스프리그스(Elizabeth Spriggs, 1928년 9월 18일 ~ 2008년 7월 2일)는 잉글랜드의 배우이다.

## 출연 작품
- 센스 앤 센서빌리티